# 高砂市立宝殿中学校
高砂市立宝殿中学校（たかさごしりつ ほうでんちゅうがっこう）は、兵庫県高砂市米田町米田に位置する市立中学校。
かつては加古川市と高砂市によって設立された一部事務組合が運営していたが、2008年をもって組合を解消した。

## 沿革
戦後の学制改革により、米田町長・長谷川広一は「経済的観念から、米田、東神吉、西神吉、阿弥陀、別所の五ヵ町村立中学校を建設し、名実共に県下第一の中学校」をつくろうと、当初より組合立中学校の設立を構想する。地理的条件からこの構想は断念するが、東神吉村・西神吉村との共同は実現し、宝殿中学校の開校に至る。校地は「食糧問題の厳しい折柄、美田を潰すことに反対」があったため、新校地には河原地（米田町が兵庫県から払い下げを受けた洗川廃川敷地の一部（約10万坪））のうち、約1万坪を充てた。
- 1948年
  - 4月1日 - 印南郡米田町他2ケ村学校組合立宝殿中学校として創立。米田・東神吉・西神吉の3小学校に併設された各分校に分かれて授業を行った。
  - 6月1日 - 米田小学校講堂に3校の生徒が集まって開校式を挙行[3]。
  - 12月 - 10教室と小使室竣工、3年生のみ入校。
- 1949年11月 - 全教室竣工。3学年が本校に揃う[3]。
- 1950年10月30日 - 第1回運動会挙行。運動場は河原や深い沼地だった場所を、校区町民・育友会・教師・生徒が一丸となって整備した[4]。
- 1956年9月30日 - 校区の加古川市および高砂市への編入に伴い、加古川市高砂市組合立に変更。
- 1957年10月15日 - 創立10周年記念式典。
- 1975年4月1日 - 校区の一部（東神吉町・西神吉町）を分離（現・加古川市立神吉中学校）。
- 1978年2月25日 - 創立30周年記念碑建立。
- 1987年11月22日 - 創立40周年記念事業。
- 1997年
  - 11月15日 - 創立50周年記念式典。
  - 11月16日 - 創立50周年記念講演会（講師 アグネス・チャン[5]）。
- 2007年12月11日 - 創立60周年記念講演会。
- 2008年4月 - 加古川市との組合を解消し、高砂市立に変更[6]。加古川市域にあたる川西小学校校区の生徒は、2006年度から段階的に加古川市立神吉中学校へ移譲。

1960年代までに建設された木造校舎4棟のうち2棟の一部が2010年現在も現存・使用されていたが、木造建築の補強方法を確立するために、1棟が解体されてE-ディフェンスに持ち込まれた。

### 教育方針
- 自ら求めて学ぶ -学業と部活動の両立をめざして-
- 校歌　作詞：竹中郁、作曲：大澤寿人

## 部活動

### 運動部
- 野球部

1983年、第5回全国中学校軟式野球大会優勝　
2007年、第24回全日本少年軟式野球大会ベスト8
2008年、第25回全日本少年軟式野球大会ベスト8
　　元プロ野球選手の長谷川滋利は、在学中にエースとして全国中学校軟式野球大会で優勝している。
- 陸上競技部

1997年、第24回全国中学校陸上競技選手権大会 女子4×100mリレー 優勝　
- 水泳部

1989年、近畿中学総体 女子総合 優勝　
- ソフトボール部

1958年、近畿中学校総体 優勝
2007年、第29回全国中学校総体　ベスト16、近畿中学校総体　準優勝　
2010年、第32回全国中学校総体　ベスト4、近畿中学校総体　優勝　　
- バドミントン部

1997年、近畿大会 男子個人ダブルス 準優勝　
- 卓球部

1997年、近畿中学総体 女子団体 第3位　
- 剣道部

1995年、近畿少年剣道大会 男子団体 準優勝　
2000年、近畿中学総合体育大会　男子団体　優勝
- 柔道部

1984年、第24回全国中学校柔道大会 男子団体 優勝（初出場）　
- 水泳部

1989年、近畿中学総体 優勝　
- 女子バレーボール部
- ソフトテニス部

### 文化部
- 吹奏楽部

2003年、兵庫県マーチングフェスティバル・金賞　兵庫県吹奏楽コンクール・銀賞
2004年、兵庫県マーチングコンテスト・金賞　兵庫県吹奏楽コンクール・銀賞
2005年、兵庫県マーチングコンテスト・金賞　関西マーチングコンテスト・金賞　全日本マーチングコンテスト・銀賞  兵庫県吹奏楽コンクール・金賞
2006年、兵庫県マーチングコンテスト・金賞　関西マーチングコンテスト・金賞　全日本マーチングコンテスト・金賞  兵庫県吹奏楽コンクール・金賞　関西吹奏楽コンクール・銀賞
2007年、兵庫県マーチングコンテスト・金賞　関西マーチングコンテスト・金賞　全日本マーチングコンテスト・金賞
2008年、兵庫県マーチングコンテスト・招待演奏　関西マーチングコンテスト・招待演奏  第23回国民文化祭・いばらき2008マーチング＆バトンの祭典出演　東京ディズニーランド ミュージック・プログラム・フェスティバル参加（ディズニーランド内パレード演技）　
2009年、兵庫県マーチングコンテスト・金賞　関西マーチングコンテスト・銀賞
2010年、兵庫県マーチングコンテスト・金賞　関西マーチングコンテスト・銀賞
2011年、兵庫県マーチングコンテスト・金賞
2012年、兵庫県マーチングコンテスト・金賞　関西マーチングコンテスト・金賞
2013年、兵庫県マーチングコンテスト・金賞
- 放送部
- 園芸部
- 茶道部
- 華道部

## 著名な出身者
- 卜部兼慎（バスケットボール選手、アイシン アレイオンズ）
- 川西拓実（アイドル、JO1）
- 神吉宏充（将棋棋士）
- 北村聡（元陸上長距離選手）
- 真田裕貴（元プロ野球選手）
- 大竜川一男（元大相撲力士、元前頭）[8]
- 闘竜（元大相撲力士、元関脇）[9]
- 木村秋治郎（大相撲行司）
- 長谷川滋利（元プロ野球選手）[10]
- 吉田裕（お笑い芸人）
- 田中パウロ淳一(お笑い芸人)

## 交通アクセス
- JR宝殿駅より東南へ1.5Km

## 校区
現行の校区は以下の小学校区。
- 高砂市立米田小学校
- 高砂市立米田西小学校

かつて組合立だった名残から、現在の校区では本校は校区の東端に位置している。

## 校区が隣接している学校
- 高砂市立荒井中学校
- 高砂市立竜山中学校
- 高砂市立鹿島中学校
- 加古川市立神吉中学校
- 加古川市立加古川中学校